# Krzyżówka (gmina Dukszty)
Krzyżówka (lit. Kryžinė) − wieś na Litwie, w rejonie wileńskim, 7 km na wschód od Duksztów, zamieszkana przez 19 ludzi. Przed II wojną światową w Polsce, w powiecie wileńsko-trockim województwa wileńskiego.